# Saint-Marcel-lès-Annonay
Saint-Marcel-lès-Annonay település Franciaországban, Ardèche megyében. Lakosainak száma 1378 fő (2022. január 1.). Saint-Marcel-lès-Annonay Boulieu-lès-Annonay, Savas, Bourg-Argental, Burdignes és Saint-Julien-Molin-Molette községekkel határos.

## Népesség
A település népessége az elmúlt években az alábbi módon változott:
| Lakosok száma | 750  | 962  | 1152 | 1226 | 1419 | 1432 | 1422 | 1384 | 1383 | 1378 |
|               | 1968 | 1982 | 1990 | 2006 | 2013 | 2015 | 2017 | 2019 | 2020 | 2022 |